# 알렉산더 굿윈 피어스
알렉산더 굿윈 피어스(Alexander Goodwin Pierce)는 마블 코믹스가 출판하는 만화책의 등장인물이다. SHIELD의 장관이다.

## 다른 매체
- 1998년 텔레비전 영화 《닉 퓨리: 에이전트 오브 실드》에서 닐 로버츠가 연기했다.
- 2014년 영화 《캡틴 아메리카: 윈터 솔져》에는 로버트 레드퍼드가 연기했다.